# Jeff Wayne

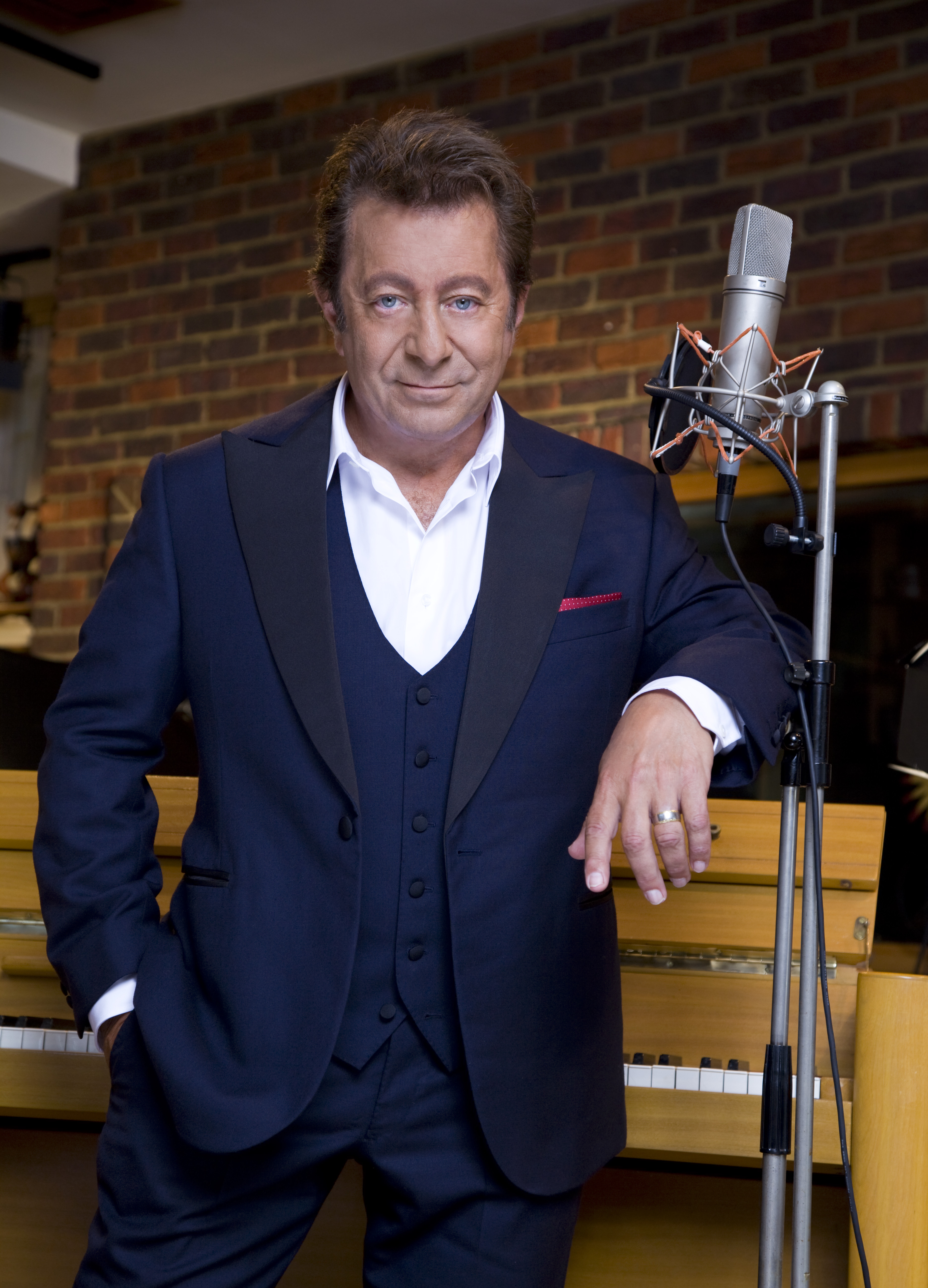
Jeff Wayne (2014)

Jeffrey „Jeff“ Wayne (* 1. Juli 1943 in Forest Hills, Queens, New York) ist ein US-amerikanischer Komponist und Musiker (Keyboard, Synthesizer), der vor allem durch sein Musical Jeff Wayne’s Musical Version of the War of the Worlds nach dem Roman Krieg der Welten (The War of the Worlds) von H. G. Wells bekannt geworden ist.

## Leben
1953 zog die Familie, weil sein Vater als Interpret für Guys and Dolls verpflichtet wurde, nach London. Vier Jahre später kehrte sie nach New York zurück. Nach der High School folgte ein Journalistikstudium (Auszeichnung für ein Interview mit Martin Luther King). Während der Studentenzeit komponierte er Songs für verschiedene Künstler.
1966 kehrte er nach London zurück und studierte am Trinity College of Music. Er komponierte mit seinem Vater Jerry das Musical Two Cities. Damit wurde er Komponist, Arrangeur und Produzent (Werbebranche). 1974 produzierte er den ersten Hit Rock On für seinen Freund David Essex. Nach dreijähriger Vorbereitungszeit erschien 1978 eine Musicalfassung von H. G. Wells’ Romanvorlage Krieg der Welten. Unterstützt wurde er dabei von seiner Familie. Seine Mutter schrieb die Dialoge, und sein Vater sprach im Epilog die Stimmen der NASA-Kontrolle. Sein Freund David Essex sprach und sang den Artilleristen, und Gitarrist Jo Partridge lieferte wichtige Impulse für das musikalische Hitzestrahlthema. Den tragenden Part des Erzählers übernahm der Schauspieler Richard Burton. Dann erkundigte sich Jeff Wayne nach dem Mann, der Nights in White Satin gesungen hatte. So kam Justin Hayward, Frontman der Moody Blues, zum Projekt, der die erfolgreichsten Songs des Musicals sang. The Eve of the War und Forever Autumn sang Justin Hayward auch auf seiner Tournee 2006, 2007 und 2009. Zum Dank produzierte Jeff Wayne Justins Solo-Album Night Flight 1980, für das er auch einige Songs schrieb, für ein weiteres Album von Hayward, Moving Mountains, schrieb er den Song Silverbird.
1992 erschien dann eine musikalische Aufarbeitung des Spartacus-Themas namens Jeff Wayne’s Musical Version of Spartacus, unter prominenter Mitwirkung von Schauspielern und Musikern wie Anthony Hopkins, Catherine Zeta-Jones, Ladysmith Black Mambazo, Fish sowie Chris Thompson und Jo Partridge, welches zwar für Aufsehen sorgte, jedoch weitaus weniger Erfolg hatte. Im April 2006 wurde War of the Worlds in Großbritannien dann zum ersten Mal mit ihm als Dirigent live aufgeführt. Anschließend ging es ein Jahr später auf Tournee in Neuseeland und Australien und am Ende des Jahres erneut in Großbritannien.
Bereits seit Ende der 1960er Jahre war Jeff Wayne auch als Komponist für Dokumentar-, Fernseh- und Kinofilme aktiv. In den 1970er und 1980er Jahren komponierte er unter anderem die Musik für den britischen Thriller Rendezvous mit dem Tod mit Richard Harris, Ann Turkel und Gordon Jackson in den Hauptrollen und im Jahr 1980 entstand aus seiner Feder der Score zum Film L.A. Prisoner von Regisseur Tom Clegg,  prominent besetzt mit Roger Daltrey, Adam Faith und Steven Berkoff.

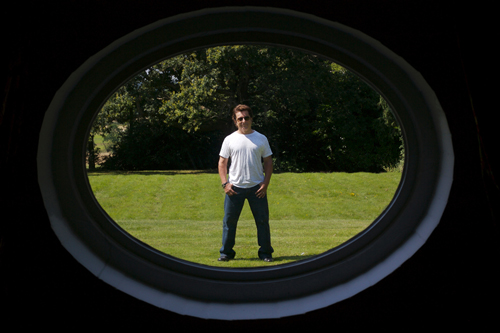
Jeff Wayne

## Familie
Jeff und seine Frau Geraldine wohnen in Hertfordshire, England, und haben vier Kinder.

## Diskografie

### Studioalben
| Jahr | Titel                                                                 | Höchstplatzierung, Gesamtwochen, AuszeichnungChartplatzierungen (Jahr, Titel, Platzierungen, Wochen, Auszeichnungen, Anmerkungen) | Höchstplatzierung, Gesamtwochen, AuszeichnungChartplatzierungen (Jahr, Titel, Platzierungen, Wochen, Auszeichnungen, Anmerkungen) | Anmerkungen                                            |
| Jahr | Titel                                                                 | DE | UK | Anmerkungen                                            |
| ---- | --------------------------------------------------------------------- | --- | --- | ------------------------------------------------------ |
| 1978 | Jeff Wayne’s Musical Version of the War of the Worlds                 | DE10 Gold · (26 Wo.)DE | UK5 ×9Neunfachplatin · (240 Wo.)UK                                                                                                | Erstveröffentlichung: Juni 1978                        |
| 1981 | Highlights from Jeff Wayne’s Musical Version of the War of the Worlds | — | UK64 Gold · (5 Wo.)UK | Erstveröffentlichung: 1981 Charteinstieg: Oktober 1996 |
| 1992 | Jeff Wayne’s Musical Version of Spartacus                             | — | UK36 (2 Wo.)UK | Erstveröffentlichung: September 1992                   |
| 2012 | Musical Version of the War of the Worlds – The New Generation         | — | UK13 Gold · (10 Wo.)UK | Erstveröffentlichung: November 2012                    |

Weitere Alben
- 1976: David Essex: on Tour (Keyboarder und Produzent)
- 1976: David Essex: Out on the Street (Keyboarder und Produzent)
- 1980: Musik-Version von der Krieg der Welten
- 2000: Musical Version of the War of the Worlds ULLAdubULLA – The Remix Album
- 2006: Musical Version of the War of the Worlds ULLAdubULLA II – The Remix Album

### Singles
| Jahr | Titel Album                                             | Höchstplatzierung, Gesamtwochen, AuszeichnungChartplatzierungen (Jahr, Titel, Album, Platzierungen, Wochen, Auszeichnungen, Anmerkungen) | Höchstplatzierung, Gesamtwochen, AuszeichnungChartplatzierungen (Jahr, Titel, Album, Platzierungen, Wochen, Auszeichnungen, Anmerkungen) | Anmerkungen                         |
| Jahr | Titel Album                                             | DE | UK | Anmerkungen                         |
| ---- | ------------------------------------------------------- | --- | --- | ----------------------------------- |
| 1978 | Eve of the War Musical Version of the War of the Worlds | — | UK36 (8 Wo.)UK | Erstveröffentlichung: August 1978   |
| 1982 | Matador –                                               | — | UK57 (3 Wo.)UK | Erstveröffentlichung: Juni 1982     |
| 1989 | Eve of the War (Ben Liebrand Remix) –                   | — | UK3 (10 Wo.)UK | Erstveröffentlichung: November 1989 |

Weitere Singles
- 1978: Forever Autumn (UK: Silber)

### Videoalben
- 2008: Musical Version of the War of the Worlds – LIVE on Stage DVD (UK: ×3Dreifachplatin )
- 2013: The War Of The Worlds – New Generation (UK: Platin)

## Filmografie (Auswahl)
- 1967: 9 Days in Summer (Dokumentarfilm)
- 1971: The Anatomy of a Pin-Up (Kurz-Dokumentarfilm)
- 1975: The Christmas Messenger (Kurzfilm)
- 1977: Rendezvous mit dem Tod (Golden Rendezvous)
- 1979: Mister Burgess’ Tour (Fernsehfilm)
- 1980: L. A. Prisoner (McVicar)
- 1983: Good Morning Britain (Fernsehserie, 1 Episode)